# Не хнычь, Белочка!
«Не хнычь, Белочка!» (чеш. Nefňukej, veverko!) — чехословацкий цветной детский художественный фильм-сказка, снятый режиссёром Верой Пливовой-Шимковой на киностудии Баррандов.
Премьера фильма состоялась 1 октября 1988 года.

## Сюжет
Действие фильма происходит в идиллической деревне под горами. Героиня фильма – пятилетняя девочка Качка, которая благодаря своему буйному воображению в любой момент может встретить сказочных героев и принцесс. Малышка хотела бы взять в свой воображаемый мир желанную сестрёнку, но у её мамы родятся близнецы - Петр и Павел. Качка отказывается принять братьев, вокруг которых теперь вращается семья. Однако после череды неприятных размышлений и поступков, усложняющих жизнь родителям, маленькая девочка примиряется со своими новорождёнными братьями.

## В ролях
- Хелена Витовска — Качка Знаминкова
- Вероникам Фрейманова — Мария, мать
- Иржи Шмицер — Томаш, отец
- Мария Росулкова — прабабушка Пралинка
- Лубор Токош — дедушка
- Любуше Хавелкова — бабушка
- Магда Рейф — учительница Зузанна
- Тереза Вокуркова — подруга Качки
- Йозеф Грушка — пчеловод

## Награды
- «Золотой удод Чехословакии» за лучшую женскую роль — Хелена Витовска (Остров-над-Огржи Чехословакия )
- 29-й Готвальдский детский кинофестиваль (1989, Злин Чехословакия — Приз за лучший детский актёрский коллектив.
- Фестиваль FILMÁK '98 Пльзень — 4-й Пльзеньский кинофестиваль для детей и юношества за лучшую женскую роль - Хелена Витовска.